# Emma Caulfield

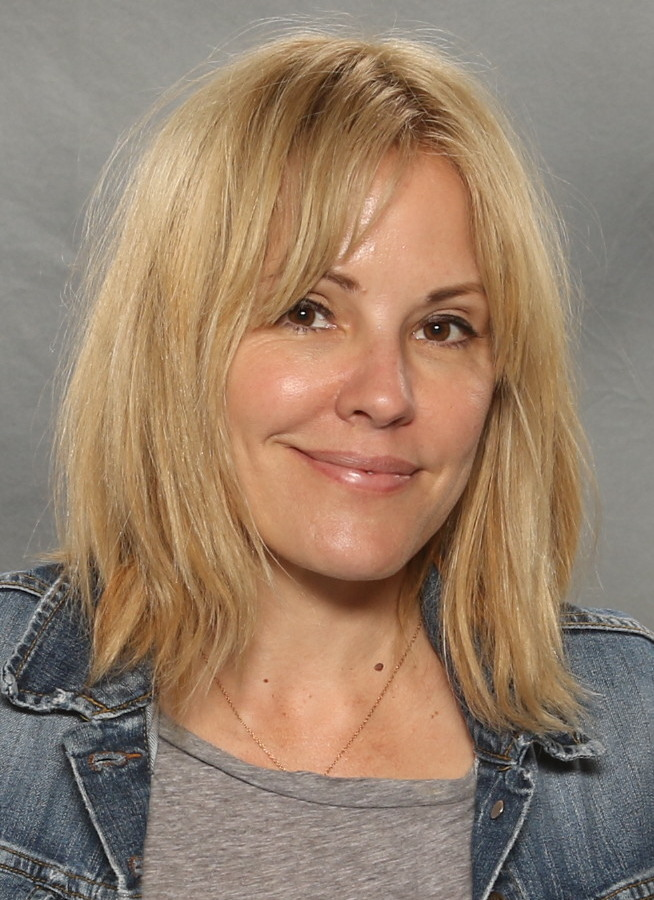
Emma Caulfield (2017)

Emma Caulfield (* 8. April 1973 in San Diego als Emma Chukker) ist eine US-amerikanische Schauspielerin.

## Leben und Leistungen
Emma Caulfield wuchs in San Diego auf. Sie studierte Schauspiel im La Jolla Playhouse und im Old Globe Theatre, wo sie die Auszeichnung Excellence in Theatre Arts erhielt. Anschließend studierte sie Psychologie an der San Francisco State University und an der University of California, Los Angeles. Danach studierte sie erneut Schauspiel an der Londoner American School.
Caulfield spielte in den Jahren 1995 bis 1996 in der Fernsehserie Beverly Hills, 90210. In den Jahren 1996 bis 1997 spielte sie Lorraine Miller in der Serie General Hospital. Besonders bekannt machte sie die Rolle der Anya Christina Emmanuella Jenkins in der Serie Buffy – Im Bann der Dämonen, die sie in den Jahren 1998 bis 2003 spielte. Für diese Rolle wurde sie im Jahr 2003 für einen Satellite Award nominiert. Für ihre Rolle im Horrorfilm Der Fluch von Darkness Falls und in Buffy wurde Caulfield 2003 bei den Saturn Awards der Academy of Science Fiction, Fantasy & Horror Films ausgezeichnet. In der Fernsehkomödie I Want to Marry Ryan Banks trat sie 2004 neben Jason Priestley auf.
2007 spielte Caulfield im Kurzfilm Hollow die Hauptrolle der Sarah, für deren Darstellung sie mehrere Preise erhielt. In der zweiten Staffel der Serie Life Unexpected – Plötzlich Familie spielte sie die Emma Bradshaw. Seit 2010 hat Caulfield als Sascha eine wiederkehrende Rolle in der Fernsehserie Gigantic.

## Filmografie (Auswahl)
- 1994: Renegade – Gnadenlose Jagd (Renegade, Fernsehserie, Folge 3x11)
- 1995–1996: Beverly Hills, 90210 (Fernsehserie, 30 Folgen)
- 1996–1997: General Hospital (Fernsehserie, 39 Folgen)
- 1998–2003: Buffy – Im Bann der Dämonen (Buffy the Vampire Slayer, Fernsehserie, 85 Folgen)
- 2003: Der Fluch von Darkness Falls (Darkness Falls)
- 2004: Monk (Fernsehserie, Folge 3x06)
- 2004: I Want to Marry Ryan Banks
- 2004: Bandwagon
- 2006: Die Tür zur Dunkelheit (In Her Mother's Footsteps)
- 2007: Hollow (Kurzfilm)
- 2009: Private Practice (Fernsehserie, Folge 2x17)
- 2009: TiMER
- 2010: Removal: Einfach aufgewischt! (Removal)
- 2010–2011: Life Unexpected – Plötzlich Familie (Life Unexpected, Fernsehserie, Folgen 2x02–2x12)
- 2010–2011: Gigantic (Fernsehserie)
- 2011: Leverage (Fernsehserie, Folge 4x15)
- 2012, 2016: Once Upon a Time – Es war einmal … (Once Upon a Time, Fernsehserie, 7 Folgen)
- 2014: Back in the Day
- 2016: Supergirl (Fernsehserie, Folge 1x10)
- 2017: Fear The Walking Dead (Fernsehserie, Folge 3x03)
- 2021: WandaVision (Fernsehserie, 4 Folgen)
- 2021: Good Girls (Fernsehserie, Folge 4x12)
- 2024: Agatha All Along (Fernsehserie, Folge 1x01)

## Auszeichnungen
Saturn Award 2003
- Saturn Award in der Kategorie Cinescape Genre Face of the Future Award – Female für Buffy – Im Bann der Dämonen und Der Fluch von Darkness Falls

Satellite Award 2003
- Nominierung in der Kategorie Beste Nebendarstellerin in einer Dramaserie (Best Performance by an Actress in a Supporting Role in a Series, Drama) für Buffy – Im Bann der Dämonen

Beverly Hills Film Festival 2007
- Jury-Preis in der Kategorie Beste Schauspielerin in einem Kurzfilm (Best Actress – Short Film) für Hollow

Sydney Film Festival 2007
- Publikumspreis in der Kategorie Beste Hauptdarstellerin (Performance by an Actress in a Leading Role) für Hollow